# Bệnh viện Cơ Đốc Phục Lâm Sài Gòn
Bệnh viện Cơ Đốc Phục Lâm Sài Gòn hay Bệnh viện Dã chiến số 3 thuộc Quân đội Mỹ là bệnh viện Cơ Đốc Phục Lâm cũ nằm ở ngay ngã tư Phú Nhuận, quận Phú Nhuận, Thành phố Hồ Chí Minh.  Đây vốn là bệnh viện tư nhân chịu sự quản lý của Quân đội Mỹ trước khi được trao lại cho Giáo hội Cơ Đốc Phục Lâm. Trường Y Đại học Loma Linda điều hành bệnh viện này và thực hiện ca mổ tim hở duy nhất tại Việt Nam vào lúc đó. Nơi đây từng là một biệt thự thời Pháp thuộc được cải tạo thành cơ sở trang bị 38 giường bệnh.
Tháng 3 năm 1973, bệnh viện được chuyển từ chỗ ngã tư Phú Nhuận về Bệnh viện dã chiến số 3 của Quân đội Mỹ trước đây. Việc di chuyển này chỉ là tạm thời trong khi chờ bệnh viện mới được hoàn thành tại một địa điểm khác.
Hơn 410 nhân viên và người làm công cho nhà thờ đã trốn thoát từ trước khi xảy ra sự kiện 30 tháng 4 năm 1975. Tuy vậy, hàng ngàn thành viên và nhiều mục sư, giáo viên và nhân viên khác vẫn bị kẹt lại Việt Nam. Những thành viên còn lại đã tái sắp xếp công việc tại Việt Nam. Một số thành viên đã mất mạng trong khi số khác thì bị chính quyền cộng sản bắt vào trại cải tạo. Nhiều nhân viên không thể di chuyển hoặc đi lại từ khu vực này sang khu vực khác mà không được phép. Hầu hết nhà thờ và trường học Cơ Đốc Phục Lâm đều bị đóng cửa. Địa điểm này hiện nay là trụ sở của Hội Chữ thập đỏ quận Phú Nhuận.